# Chiesa di Nostra Signora Assunta e San Martino Vescovo
La chiesa di Nostra Signora Assunta e San Martino Vescovo è una chiesa della Diocesi di Acqui sita in provincia di Asti nel comune di Vesime.

## Storia
Le prime notizie risalenti a una chiesa dedicata a San Martino nel comune di Vesime risalgono al 1229 quando, dopo una pestilenza, gli abitanti sopravvissuti si spostarono dalla pieve dove vivevano verso il castello e la pianura dove edificarono una prima chiesa che rimase per anni padronale prima di diventare parrocchiale. 
Durante la visita pastorale del 26 settembre del 1609 il vescovo Camillo Beccio annotò che la chiesa era situata in mezzo al borgo, con una sola navata e sprovvista di campanile il quale verrà fatto costruire nel 1644.
Nel 1647 il vescovo Giovanni Ambrogio Bicuti in visita a Vesime notò che la chiesa non versava in buono stato e ne ordinò una ristrutturazione che probabilmente venne effettuata considerando che nella successiva visita vescovile nel 1681 il vescovo Carlo Antonio Gozzano notò che l'edificio era dotato di adeguata dotazione di oggetti sacri.
Il 23 febbraio 1887 a causa di un terremoto la chiesa fu fortemente danneggiata; il 7 settembre del 1890 il consiglio comunale deliberò la ricostruzione della chiesa su progetto dell'architetto Pietro Maccarelli: ci fu lunga indecisione se costruirla nella piazza comunale o di fianco alla canonica ma alla fine vinse quest'ultima ipotesi. Consacrata nel 1898 a San Martino vescovo e a Maria Assunta nei progetti della chiesa doveva esserci anche la costruzione del campanile che però non venne costruito a causa di un cedimento del terreno, questo costrinse la chiesa a mantenere in funzione il vecchio campanile posto nel luogo dove c'era la vecchia chiesa.

## Architettura
La chiesa ha tre navate a quattro campate e all'altezza della quarta vi sono due cappelle laterali a formare un transetto. L'abside si presenta semicircolare all'interno e lineare all'esterno. All'interno possiamo trovare una pala d'altare raffigurante l'assunzione di Maria vergine tra i santi Guido d'Acqui e Martino del pittore Rodolfo Morgari.

## Galleria d'immagini

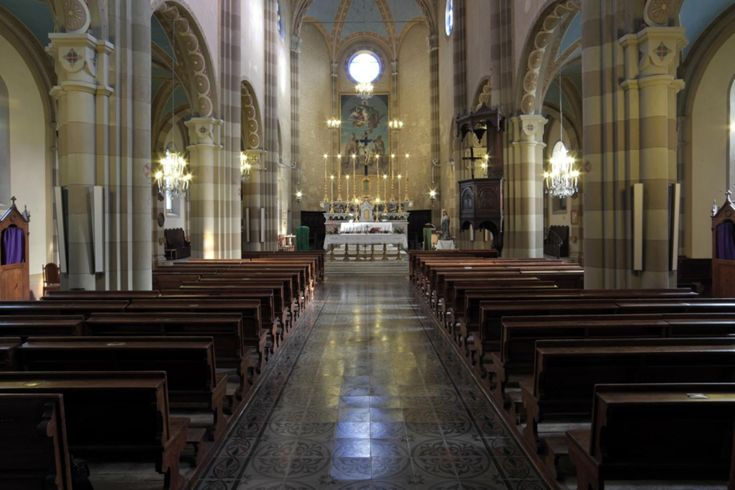
L'interno della chiesa di Nostra Signora Assunta e San Martino Vescovo messa a disposizione dal sito beweb